# عبد الرحمن أحمدي
عبد الرحمن محمد أحمد عبد الله أحمدي (ولد في 16 أبريل 1998 في المحرق، البحرين) لاعب كرة قدم بحريني يجيد اللعب في مركز الوسط المهاجم. يلعب حاليا لصالح المحرق الذي ينافس في الدوري البحريني الممتاز منذ 2016.